# La casa de les belles adormides
La casa de les belles adormides és una novel·la curta de l'autor japonès Yasunari Kawabata. La història tracta d'un home gran i solitari, Eguchi, que va visitant l'anomenada Casa de les Belles Adormides, on dorm amb noies joves sedades.
Segons l'escriptor Yukio Mishima, aquesta és "l'obra màxima" de Kawabata i "una de les creacions màximes de la literatura japonesa.

## L'obra
La casa del títol de la novel·la és una fonda on van els vells per dormir al costat de noies narcotitzades i despullades, les "belles adormides". Els clients d'aquesta casa poden prendre píndoles per dormir tota la nit amb una noia, sempre sense intentar res de "mal gust", com ara "ficar els dits a la boca de la noia adormida" ni "res de semblant". Eguchi s'ajeu amb una noia diferent cada cop que visita l'hostal i descobreix que totes són verges, cosa que l'impel·leix a seguir les normes de la casa. Les descripcions del que fa i del que pensa Eguchi estan barrejades amb els seus somnis al costat d'elles. Durant aquestes estades Eguchi recorda dels fets de la seva vida, evocats per la proximitat de les noies, i reflexiona sobre l'amor, la mort, la jovenesa i la pèrdua.

## Adaptacions
L'obra la va dur al teatre el dramaturg nord-americà David Henry Hwang. També va inspirar la novel·la curta Memoria de mis putas tristes, de Gabriel García Márquez, que cita la novel·la de Kawabata al començament. També és una de font d'inspiració per a la pel·lícula australiana Sleeping Beauty, dirigida per Julia Leigh. El 2008 Vadim Glowna també la va adaptar, tot i que la recepció va ser molt dolenta.

## Traducció al català
L'obra va ser traduïda al català per primer cop el 2007 per Viena Edicions. La traducció va ser a càrrec de Sandra Ruiz Morilla i d'Albert Mas-Griera i va servir per inaugurar la col·lecció "El Cercle de Viena".